# Kanyaruko
Kanyaruko är ett periodiskt vattendrag i Burundi.   Det ligger i provinsen Gitega, i den centrala delen av landet, 80 kilometer öster om huvudstaden Bujumbura.
I omgivningarna runt Kanyaruko växer huvudsakligen savannskog. Runt Kanyaruko är det ganska tätbefolkat, med 230 invånare per kvadratkilometer.